# یواس‌سی‌جی‌سی چینکوتاگ (دبلیوپی‌بی-۱۳۲۰)
یواس‌سی‌جی‌سی چینکوتاگ (دبلیوپی‌بی-۱۳۲۰) (به انگلیسی: USCGC Chincoteague (WPB-1320)) یک کشتی است که طول آن ۱۱۰ فوت (۳۴ متر) می‌باشد.